# Jóhann Berg Guðmundsson
Jóhann Berg Guðmundsson (Reykjavík, 27 de outubro de 1990) é um futebolista islandês que atua como meio-campista. Atualmente, joga pelo Al Dhafra, dos Emirados Árabes Unidos.

## Carreira
Jóhann Berg Guðmundsson fez parte do elenco da Seleção Islandesa de Futebol da Eurocopa de 2016.

## Títulos
AZ
- Copa dos Países Baixos: 2012–13

Burnley
- Campeonato Inglês - 2ª divisão: 2022–23